# Alessandro Rigatelli
Alessandro Rigatelli (ur. 11 lutego 1967 w Legnago) – włoski siatkarz występujący obecnie w Serie A, w drużynie Marmi Lanza Werona. Gra na pozycji przyjmującego. Mierzy 191 cm.

## Kariera
- 1986–2001  Pallavolo Mantova
- 2001–  Marmi Lanza Werona